# Lygocoris deraeocorides
Lygocoris deraeocorides är en insektsart som först beskrevs av Knight 1925.  Lygocoris deraeocorides ingår i släktet Lygocoris och familjen ängsskinnbaggar. Inga underarter finns listade i Catalogue of Life.